# Howard Hughes
Howard Robard Hughes (24. prosinca 1905. – 7. travnja 1976.) bio je pionir američkog zrakoplovstva, industrijalac i filmski producent, poznat po postavljanju novih zračnih rekorda i gradnji velikih aviona zbog kojih je dobio Kongresnu medalju časti, te produciranju filmova "Anđeli pakla" i "Odmetnik". Premda je bio jedan od najbogatijih osoba svoga vremena umro je od neuhranjenosti.

## Životopis

### Rani život
Howard Hughes rođen je u mjestu Humble (što na engleskom znači "skroman" ili "ponizan"), u blizini Houstona u Teksasu, 24. rujna 1905., a ne na Badnjak iste godine, kao što je kasnije zapisano u knjizi rođenih. Na dan kad se rodio, bjesnjelo je olujno nevrijeme, što, možda, objašnjava pogrešan datum u njegovom rodnom listu. On je, naime, izdan poslije rođenja, jer se ni liječnik ni babica zbog nevremena nisu mogli probiti do Hughesove majke kad su joj započeli trudovi, pa je morala roditi uz pomoć ukućana. Njegova majka Allene Gano bila je neurotična bogata nasljednica iz Dallasa, a otac Howard Robard Hughes poduzetnik i bušač nafte u doba teksaškog naftnog buma.
U školi se Howard, zbog posesivne i neurotične majke koja ga je poprilično razmazila, nije previše družio sa svojim kolegama. Kad god bi bio bolestan - a to je bilo često, jer je bio boležljiv - majka ga je pozivala da spava u njezinoj sobi, a otac je spavao sam u gostinjskoj sobi na drugom katu. Kad mu je bilo četiri godine, njegov je otac stvorio veliko bogatstvo izumom bušačke opreme Hughes Rock Eater, koja je znatno unaprijedila metode vađenja nafte u cijelom svijetu. Tom su se opremom mogle probijati i najčvršće granitne stijene te se ona i danas koristi.
Uz takvog oca nije čudno što je i Hughes od malena vjerovao da čovjek može ostvariti sve što poželi - samo ako se dovoljno potrudi. Povučeni dječak ulagao je golem trud u ono što ga je zanimalo. Često je maštao o plovidbi, pa je naučio Morseove znakove i kao 11-godišnjak konstruirao prvi bežični odašiljač u Houstonu kako bi mogao razgovarati s pomorcima koji su plovili na brodovima u Meksičkom zaljevu. Za obiteljsku vilu je konstruirao interfon, a potom je uspio staviti motor na svoj bicikl.
Osim oca, na njega su u djetinjstvu snažno utjecala još dva muškarca. Djed Felix Hughes, egocentrični sudac iz Iowe, koji mu je objasnio da čovjek mora prvo ugoditi sebi, pa tek onda drugima, te stric Rupert, romanopisac i brodvejski scenarist, divna osoba koja se katkad pretvarala u monstruma, poput glavnog junaka romana Robert Louis Stevensona "Neobičan slučaj dr. Jekylla i gospodina Hydea". Malog Howarda opčinjavale su stričeve priče o Broadwayu i susretima s glumicama i pjevačicama.
U školi je Howard volio matematiku i tehnički odgoj, ali ga je golf zanimao više od učenja. Ipak, upisao se na prestižni fakultet Institute of Technology u Kaliforniji, a poslije se prebacio na isto tako cijenjeni Riče University u Houstonu. No, školu je brzo zapustio nakon što je u devetnaestoj godini ostao bez oba roditelja. Majka mu je umrla 29. ožujka 1922., a otac 14. siječnja 1924. Howard Hughes naslijedio je očevu tvrtku Hughes Tool Company, vrijednu oko 900 tisuća dolara, u to doba golem novac.

### Odlazak u Hollywood
S jedne strane, sramežljiv i povučen, Hughes je bio istodobno veoma ambiciozan. Htio je nastaviti očev posao te biti još uspješniji od njega. Četiri je godina upravljao očevom tvrtkom te tijekom tog vremena pokrenuo i neke druge poslove, no onda je, 1926., kad mu je bila 21 godina, opčinjen tada tek procvalom filmskom industrijom, otišao u Hollywood i započeo karijeru filmskog producenta. Sa sobom je poveo i suprugu, Ellu Rice, ženu iz ugledne teksaške obitelji, kojom se oženio tri godine ranije u Houstonu.
Za vođenje poslova u Hollywoodu angažirao je Noaha Dietricha, bivšeg boksača, koji nije ni slutio što će sve morati raditi za njega. Sljedećih 40 godina Dietrich mu je bio ne samo knjigovođa nego i zamjenski otac, psihijatar, čovjek od najvećeg povjerenja, katkad jedini kojem je neizlječivi ekscentrik vjerovao. Hughes je, naime, svom dvostruko starijem uposleniku objasnio da svi veliki ljudi imaju jasno zacrtane ciljeve, a njegovi su da bude najveći igrač golfa, najbolji pilot, najjači filmski producent i najbogatiji čovjek na svijetu, koji će uz to osvojiti najviše najljepših žena na svijetu.
Došavši u Hollywood, Hughes je odsjeo u hotelu Ambassador, okupljalištu ljudi iz svijeta filma, počeo se družiti s glumicama, ali i posjećivati glasoviti bordel madame Maude. Visok 193 centimetra, naočit i bogat, Howard je za žene bio neodoljiv. Jedini je problem bio u tome što je bio oženjen, pa je suprugu Ellu uvjerio da se vrati u Houston.
Brak su do raskida 1929. održavali pismima i brzojavima, a razvodu je pridonijela veza s Billie Dove, zvijezdom nijemog filma, prvom ženom u koju se Hughes istinski zaljubio. Nadlijetao je mjesta na kojima je snimala i darovao joj jahtu, pa je Ella shvatila da u braku nema više što tražiti. Pristala je na naknadu od 1.2 milijuna dolara, umjesto 10 koliko je mogla dobiti i nestala iz Hughesovog života. Billie je u vezi s njim ostala dulje negoli je itko očekivao, razumjela ga je i voljela, te se tiho povukla kad je shvatila da on nikad neće biti samo njezin, niti diskretan u haranju po brojnim holivudskim krevetima.

### Anđeli pakla
Nakon tri neuspješna filma, Hughes je 1930. proizveo "Anđele pakla", ratni film epske širine, o pilotima Kraljevskog zrakoplovstva u Prvom svjetskom ratu. Za potrebe snimanja Hughes je i sam poletio, srušio se, pretrpio potres mozga, pao u jednodnevnu komu i probudivši se iz nje otišao ravno na set. Angažirao je pilote kaskadere, a po Europi je nakupovao mnogo autentičnih britanskih, francuskih, njemačkih i američkih letjelica iz Prvog svjetskog rata. Film je stajao tada rekordnih 3,8 milijuna dolara, no Hughes se nije žalio kad je i sam shvatio da neće vratiti uloženi novac, a kamoli zaraditi. On je, naime, već dobio novu igračku: tijekom snimanja položio je pilotski ispit i dobio dozvolu, što ga je oduševilo.
Otkako je, naime, kao 14-godišnjak prvi put letio avionom, postao je opsjednut zrakoplovima. Ta ga opsjednutost nije napustila do kraja života, a izravno je utjecala na njegove prve poslovne poteze i uspjehe. Jednom se 1932. čak, da bi od temelja naučio kako funkcioniraju velike zrakoplovne kompanije, pod lažnim imenom, zaposlio prvo kao dostavljač, a potom i kao kopilot u American Airwaysu, ali je ubrzo otkriven. Za razliku od ostalih čelnih ljudi u avioindustriji tog vremena, Hughes je radije vrijeme provodio u kokpitu, nego u dvoranama za sastanke. Nakon osnivanja Hughes Aircraft Company u Kaliforniji, već je znatno uvećao svoj imetak, pa je darovao vlastiti profit u tom poslu za pokretanje Medicinskog instituta "Howard Hughes", koji i danas postoji.

### Rekordi u letenju
Tridesetih se godina, nakon što je naučio letjeti, počeo baviti i projektiranjem aviona. Samouvjeren kakav je bio, vjerovao je da će napraviti bolji avion od tada postojećih. I zaista, konstruirao ga je, a da dokaže koliko je dobar, njime je, u rujnu 1935., postavio brzinski rekord u letenju od 567,46 kilometara na sat. Dvije godine poslije oborio je rekord u letenju s jednog na drugi kraj SAD-a, a 1938. je, brže od bilo kojeg pilota, obletio svijet za samo 91 sati i 14 minuta. Na aerodromu u New Yorku gradonačelnik i gomila obožavatelja dočekali su ga kao novog američkog heroja, što je još jednom potvrdilo Hughesovo uvjerenje da čovjek može postići sve što želi, samo mu za to treba mnogo truda, volje, pameti - i novca.
Postavljajući te rekorde, Hughes je shvatio da avioni brže lete na većim visinama (taj se princip pokazao točnim, pa i danas avioni lete visoko da bi dobili na brzini i skratili put), no kako je na velikim visinama zrak rjeđi, pa piloti imaju problema s disanjem, konstruirao je maske s kisikom, još jedan od njegovih izuma koji se široko primjenjuje i danas.

### Novi filmovi
Cijelo to vrijeme, Hughes nije zapustio svoje poslove u Hollywoodu. U svijetu filma proslavila su ga još dva ostvarenja, "Lice s ožiljkom" iz 1932. te "Izopćenik" iz 1941., koji je cenzura zamalo zabranila jer je reklamiran plakatima koji su "raspaljivali seksualne fantazije", kako su ga opisali novinari. U to je doba Hughes, naime, postao opsjednut ženama bujnog poprsja, poput Jane Russell, koja se proslavila zahvaljujući njegovom filmu "The Outlaws", kao i Jean Harlow, s kojom je također ljubovao. Postao je i većinski dioničar filmske kompanije RKO Pictures Corporation, koju je 1954. u cijelosti i kupio. A iako ju je već sljedeće godine prodao, zadržao je položaj predsjednika upravnog odbora.
Tridesetih godina najviše je vremena trošio na osvajanje žena: od 1931. do 1933. imao je više od pedeset veza, uglavnom s glumicama, ali i sa starletama, plesačicama i bogatašicama. Pokušao je zavesti bogatu nasljednicu Gloriju Vanderbilt, no njezina mu je obitelj dala do znanja kako mu je bolje odustati od toga. Ne zna se čime su mu priprijetili, no brzo se prestao družiti s njom.
Uglavnom mu ništa nije bilo teško kad bi mu se neka žena svidjela i rijetko bi odustajao: za glumicom Ginger Rogers je mahnito trčao više od sedam godina, dok nije popustila. S Katharine Hepburn je proživio burnu četverogodišnju romansu, tijekom koje su i on i ona imali i druge partnere. Nakon nje na red je došla Bette Davis, Jane Russell, Ava Gardner, koju je pokušao zaprositi vrećom Cartierovog nakita, Rita Hayworth, Lana Turner, koju je zaprosio, a onda napustio ispred oltara, Yvonne De Carlo, Gene Tierney, čiji ga je ljubavnik, modni dizajner Oleg Cassini, čak i nokautirao od bijesa, a jednu je noć proveo i s Marilyn Monroe. Nijedna od tih žena nije znala da slavni, atraktivni, 193 centimetra visok bogataš od mladosti boluje od sifilisa. Bolest se tijekom godina pogoršavala i postala glavnim uzrokom njegovom duševnom rastrojstvu.

### Zastranjivanje u ponašanju
Potkraj Drugog svjetskog rata mnogi su njegovi suradnici i poznanici, naime, primijetili da se počeo sve čudnije ponašati. Panično se bojao bakterija, a fobiju su, čini se, potencirali valium i codeine, sredstva za smirenje, koja je isprva uzimao da bi ublažio bolove od ozljeda dobivenih kad mu se avion srušio. No, Hughes ih je uzimao u tako velikim količinama da se pretvorio u ovisnika. A tih godina nastao je i jedan od njegovih velikih poslovnih i vizionarskih promašaja: Spruce Goose, golem hidroavion od drva, koji je uspio poletjeti samo jednom, 1947. Hughes je, naime, želio napraviti najveći avion na svijetu, koji bi mogao ponijeti mnogo više tereta, no iako ga je konstruirao, nikad se nije maknuo dalje od prototipa.
Uz lijekove, opsesivnu posvećenost poslu, žongliranje s nebrojenim ljubavnicama, nije ni čudo što je već tih godina pretrpio prvi slom živaca. Uskoro je od svih koji s njim dolaze u kontakt zahtijevao da nose bijele rukavice, a Hughesove sluge su sve oko sebe morale dodirivati preko ubrusa. Nakon drugog sloma dane je provodio u hotelu Beverly Hills, zatvoren u sobu u kojoj je gol sjedio u bijelom kožnatom naslonjaču smještenom usred središnjeg salona koji je nazivao "zona bez klica". Dane je kratio gledajući na velikom projekcijskom platnu jedan film za drugim. Ponašanje mu je postajalo sve iracionalnije, ali to, začudo, nije utjecalo na njegove poslovne odluke. U tom je razdoblju postao opsjednut i opasnošću od komunizma, pa je o tome pisao članke i slao ih raznim novinama. Osim toga, kao suradnik je ponudio svoje usluge američkoj obavještajnoj agenciji CIA-i, za koju je kanio izraditi prislušne uređaje kako bi se otkrilo kretanja ruskih podmornica.
Drugi brak Howard je sklopio 12. siječnja 1957. s Jean Peters. Upoznao ju je još sredinom tridesetih, kad je bila starleta filmske tvrtke 20th Century Fox. Jean je s njim u trenutku sklapanja braka bila već u povremeno prekidanoj vezi punih 12 godina. Tijekom tog vremena Hughes je imao veze s još nekoliko njezinih konkurentica, da se ne govori o ženama s kojima je samo usput završio u krevetu, no iako je znala za to, Jean je pristala na brak, jer ga je, čini se, iskreno voljela. S njom je dugo ostao u braku, ali se nakon njegova povlačenja u izolaciju potkraj pedesetih gotovo i nisu viđali.
Zamršen raspored seksualnih avantura i paralelnih ljubavnih veza uspijevao je održavati pod kontrolom zahvaljujući brojnim pomagačima, ali i složenom sistemu špijuniranja, kojim je svoje ljubavnice potajno snimao. U vrijeme kad je u filmskoj industriji svatko spavao sa svakim, teško je bilo i zamisliti da čovjek, koji snošaj prekida da bi telefonirao, a čuven je po spolovilu jednako koliko po svom ludilu, bogatstvu i poslovnim uspjesima, gubi vrijeme i novac da bi nadzirao žene koje mijenja brže nego rublje i čarape. Ali, Hughes je to radio, a dvadesetak godina poslije njegove smrti pronađeni su neki transkripti telefonskih razgovara njegovih ljubavnica.
Filmove je Hughes producirao do kasnih 1950-ih, a tada mu je najdraži glumac bio Robert Mitchum. Premda je glumca nazivao "prijateljem", gotovo ga nikada nije sreo. Mitchuma je iskustvo s "ludim starcem", kako je o svom producentu najčešće govorio, istodobno i izluđivalo i zabavljalo. Bilo mu je, naime, jasno da mu je Hughes namijenio ulogu koju je nekada i sam s mnogo žara prihvaćao - najzgodnijeg muškarca na setu koji, kad god ne snima, odvlači u krevet sve što u njegovoj blizini nosi suknju.

### Posljednji period života
Posljednje godine života Hughes je proveo lutajući svijetom, najčešće skrivajući svoj identitet, od Nikaragve, Bahama i Engleske do Kanade i Meksika, te Sjedinjenih Država. Uglavnom je odsjedao u luksuznim hotelima, a njegovi suradnici bi prije njegova dolaska pripremili teren: osigurali bi da mu nitko ne smeta, temeljito sve sterilizirali i pobrinuli se da ima sve što mu treba. U Las Vegasu, gdje je posjedovao više hotela. Kada je početkom 1967. Hugh stigao u Las Vegas nije imao rezervaciju za luksuzni apartman u hotelu Desert Inn pa ga je cijeloga kupio. Također je kupio i televizijsku postaju KLAS, koja je morala prikazivati filmove do kasno u noć kako mu ne bi bilo dosadno. Ako bi slučajno zaspao u naslonjaču i propustio neku scenu, nazvao bi postaju i tražio od nje da je ponove. Putovao je u automobilu zavarenih prozora, u koji je dao ugraditi specijalni pročistač zraka, koji je stajao više od samog vozila i zauzimao više mjesta od motora.
Tada su ga već viđali samo ljudi koje je upošljavao da ga opskrbljuju i opslužuju, isključivo muškarci. Najčešće su to bili mormoni, kojima vjera zabranjuje da piju, jer je tako bio siguran da su uvijek trijezni. Nastavio je raditi i zarađivati, i po nekoliko dana bez sna, zaokupljen poslom, u sobi s navučenim zavjesama. Nije redovito jeo, a lijekova i droga uzimao je i previše.
Liječnik koji ga je 1973. pregledao usporedio je njegovo stanje s onim u kakvom su bili zatvorenici u japanskim ratnim logorima. Iste te godine Hughes je primljen u Hall of Fame avijacije u Daytonu, a predstavljao ga je jedan od članova njegova tima s kojima je 1938. obletio svijet. Rekao je tom prilikom da dolazi u ime "skromnog, povučenog, osamljenog genija, kojeg su često pogrešno shvaćali i katkad prikazivali u lošem svjetlu, a kojeg su mnogo češće loše savjetovali suradnici i pohlepni mali ljudi".

## Popularna kultura
- hrvatski kantautor Arsen Dedić je napisao pjesmu o Howardu Hughesu "Završit ću kao Howard Hughes", riječi idu:
I ja sam, draga moja, isti kao on, ali otkud pare, otkud avion? Mada nisam bio avionske struke, koji prilazite operite ruke, bez straha od munje razderanog neba, a nemoćan protiv klica i ameba. Zatvoriti srce, zatvoriti vrata, općiti sa životom preko advokata. Završit ću i ja kao Howard Hughes, mrak četrdesetih, na radiju blues...
- lik ekscentričnog milijunaša Willarda Whytea, kojeg je Sean Connery 1971. u svom posljednjem pojavljivanju u ulozi Jamesa Bonda, u filmu "Dijamanti su vječni", spasio od međunarodne zavjere, nastao je po uzoru na Howarda Hughesa.
- 2004. godine snimljen je film Avijator prema životu Howarda Hughesa. Glumi ga Leonardo DiCaprio, a režirao ga je Martin Scorsese.
Scorsese, prema vlastitom priznanju, s Hughesom ima mnogo toga zajedničkog: strast prema režiji, spremnost da za projekt u koji vjeruje spiska sve do posljednjeg novčića i nesklonost kompromisima. DiCaprio, pak, stalno naglašava da ga život ekscentričnog samotnjaka odavna fascinira, pa je najprije pročitao sve knjige ikada objavljene o njemu, a onda je krenuo tražiti nekoga s kim bi podijelio tu opsjednutost i snimio film o Hughesu. Tijekom snimanja Bandi New Yorka' pronašao je idealnog partnera u Scorseseu.